# Arvidsjaurs fögderi
Arvidsjaurs fögderi var ett fögderi i Norrbottens län, bildat den 1 juli 1946 genom utbrytning av Luleå fögderi. Fögderiet bildades enligt kungörelsen den 18 januari 1946 angående rikets indelning i fögderier.
Fögderiet lydde under länsstyrelsen i Norrbottens län. Den 1 januari 1991 avskaffades Sveriges indelning i fögderier, och verksamheten för Arvidsjaurs fögderi överfördes då till Skattemyndigheten i Norrbottens län.

## Ingående områden

### Från 1 juli 1946
- Arvidsjaurs landskommun
- Arjeplogs landskommun
- Älvsby landskommun

### Tillkomna senare
- Älvsbyns köping 1 januari 1948[3]